# Zauche (Kasel-Golzig)
Zauche (niedersorbisch Sucha) ist ein bewohnter Gemeindeteil der Gemeinde Kasel-Golzig im Landkreis Dahme-Spreewald in Brandenburg. Bis zum 1. Oktober 1962 war Zauche eine eigenständige Gemeinde. Das Dorf gehört dem Amt Unterspreewald an.

## Lage
Zauche liegt im Nordwesten der Niederlausitz, etwa zehn Kilometer nördlich der Stadt Luckau und 15 Kilometer westlich der Kreisstadt Lübben. Umliegende Ortschaften sind Kasel im Norden, Golzig im Nordosten, die Luckauer Ortsteile Kreblitz im Süden und Rüdingsdorf im Südwesten, Jetsch im Westen sowie der zur Stadt Golßen gehörige Gemeindeteil Sagritz im Nordwesten. Östlich von Zauche fließt die Berste.
Etwa einen Kilometer nördlich von Zauche verläuft die Landesstraße L71.

## Geschichte
Der Ort Zauche wurde erstmals am 5. September 1527 mit dem Namen Suchan urkundlich erwähnt. Der Ortsname stammt aus der sorbischen Sprache und beschreibt eine Siedlung auf trockenem Boden. Von der Siedlungsform handelt es sich bei Zauche um ein Zeilendorf. Charakteristisch ist die Lage der Wohnhäuser auf der einen und die der Stallgebäude auf der anderen Straßenseite. Zauche war früher ein Bauerndorf und ist durch die Landwirtschaft geprägt.
Zauche gehörte zur Herrschaft Golßen. Diese wechselte im Laufe der Zeit mehrfach den Besitzer und stand ab Mitte des 19. Jahrhunderts unter der Grundherrschaft des Adelsgeschlechtes Solms-Baruth. Laut der Topographisch-statistischen Übersicht des Regierungsbezirks Frankfurt an der Oder aus dem Jahr 1844 gliederte sich das Dorf in zwei Anteile. Der damals kleinere nördliche Teil gehörte zu Casel und hatte fünf Wohngebäude mit 39 Einwohnern, der südliche Anteil gehörte zur Gemeinde Kreblitz und hatte 23 Gebäude mit 89 Einwohnern. Zudem verfügte das Dorf über eine Windmühle.
Zauche war damals nach Gießmannsdorf eingepfarrt, heute gehört der Ort zur Kirchengemeinde in Kasel-Golzig.
Nach dem Wiener Kongress kam das vorher sächsische Zauche an das Königreich Preußen. Dort lag die Gemeinde im Landkreis Luckau im Regierungsbezirk Frankfurt. Bei der DDR-Kreisreform am 25. Juli 1952 wurde die Gemeinde Zauche dem neu gebildeten Kreis Luckau im Bezirk Cottbus zugeordnet. Am 1. Oktober 1962 erfolgte die Eingemeindung nach Kasel-Golzig. Nach der Wende lag Zauche zunächst im Landkreis Luckau in Brandenburg, wo sich die Gemeinde Kasel-Golzig am 30. August 1992 dem Amt Golßener Land anschloss. Im Zuge der Kreisreform vom 6. Dezember 1993 wurde Zauche als Teil der Gemeinde Kasel-Golzig dem neu gegründeten Landkreis Dahme-Spreewald zugeordnet. Am 1. Januar 2013 wurde das Amt Golßener Land aufgelöst und Kasel-Golzig wechselte mit seinen Ortsteilen in das Amt Unterspreewald.

## Bevölkerungsentwicklung
| 1875 | 142 | 1910 | 112 | 1933 | 118 | 1946 | 155 |
| 1890 | 140 | 1925 | 120 | 1939 | 101 | 1950 | 134 |